# Associazione Sportiva Roma 2000-2001
Questa voce raccoglie le informazioni riguardanti l'Associazione Sportiva Roma nelle competizioni ufficiali della stagione 2000-2001.

## Stagione

Il neoacquisto Gabriel Batistuta, capocannoniere stagionale della squadra, esulta in un Olimpico gremito dopo il suo gol al Parma nella gara-scudetto del 17 giugno 2001.

Nella stagione 2000-2001 la Roma di Fabio Capello vince il terzo scudetto della sua storia, al termine di un campionato condotto in testa per buona parte della stagione, la prima del nuovo millennio.
Nel maggio 2000, mentre i concittadini laziali festeggiano lo scudetto, la Roma diviene la seconda società italiana (proprio dopo i biancocelesti) a venire quotata in borsa. La campagna acquisti porta nella capitale il centravanti Batistuta (ex Fiorentina), i difensori Samuel e Zebina, il centrocampista Emerson (giunto infortunato). In Coppa Italia la squadra è subito eliminata dall'Atalanta, per una sconfitta che causa la contestazione della tifoseria a Trigoria.
Il campionato inizia con 3 vittorie consecutive, che portano i capitolini in vetta. Alla 4ª giornata arriva il primo rovescio, quando l'Inter vince per 2-0 a Milano e i romani furono superati da Udinese e Atalanta. Seguono 4 successi in fila, l'ultimo dei quali contro la Fiorentina: autore del gol decisivo è Batistuta, che dopo aver segnato non esulta e scoppia in lacrime. Dopo un pari senza reti a Perugia, vengono battuti i friulani (con un gol di Totti rimasto negli annali) e i rivali cittadini (per un'autorete): nell'ultima gara prima della sosta, c'è lo 0-0 con la Juventus che rimane così distaccata di 6 punti. Alla ripresa il divario non muta, cosicché i giallorossi possono fregiarsi del titolo invernale.

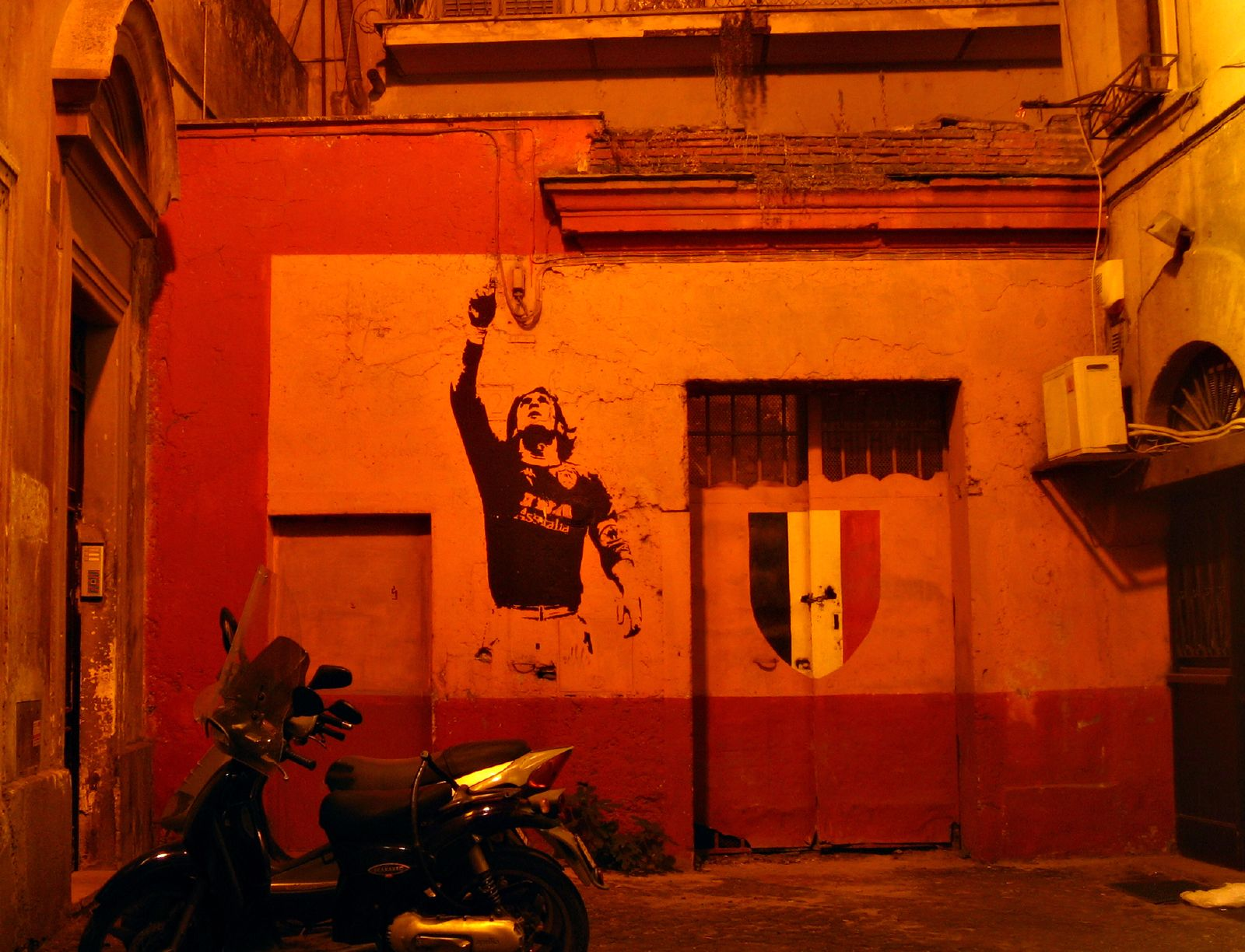
Murale al rione Monti celebrante il capitano del terzo scudetto giallorosso, Francesco Totti: l'opera è divenuta con gli anni «una vera e propria meta di pellegrinaggio per i romanisti» oltreché luogo d'interesse per semplici appassionati e turisti.

Alcune settimane più tardi, l'ambiente viene scosso dall'eliminazione in Coppa UEFA: il Liverpool batte i giallorossi tra le polemiche. Le battute iniziali del girone di ritorno, tra cui il 3-2 contro l'Inter, spingono sempre più la formazione verso lo scudetto: il primo aprile, sono 9 i punti che la Juventus dovrebbe recuperare. Un leggero calo primaverile illude i bianconeri, le cui speranze tramontano però con il 2-2 dello scontro diretto di Torino (in cui i padroni di casa si erano trovati avanti di due gol). Di lì al termine del campionato, la Roma non ha difficoltà a gestire il cospicuo margine per conquistare il tricolore all'ultima giornata quando il Parma, già qualificato per i preliminari di UEFA Champions League, viene sconfitto per 3-1 davanti al pubblico festante dell'Olimpico.

## Divise e sponsor
Lo sponsor tecnico è Kappa, lo sponsor ufficiale è INA Assitalia. La prima divisa è costituita da maglia rossa con colletto giallo, pantaloncini bianchi e calzettoni neri. In trasferta i Lupi usano una costituita da maglia bianca, pantaloncini bianchi, calzettoni bianchi. Come terza divisa viene usato un kit completamente blu. I portieri usano due divise: una costituita da maglia gialla, pantaloncini e calzettoni rossi, una uguale alla terza divisa.
| Casa | Trasferta | Terza divisa | 1ª portiere | 2ª portiere |

## Organigramma societario
Di seguito l'organigramma societario.
Area direttiva
- Presidente: Franco Sensi
- Vice presidente: Ciro Di Martino, Giovanni Ferreri, Piergiorgio Romiti
- Amministratore delegato: Rosella Sensi
- Direttore generale: Fabrizio Lucchesi

Area organizzativa
- Segretario generale: Rosangela Dornelles Monteiro
- Team manager: Antonio Tempestilli

Area comunicazione
- Ufficio stampa: Dario Brugnoli

Area marketing
- Ufficio marketing: Stefano De Alessi

Area tecnica
- Direttore sportivo: Franco Baldini
- Allenatore: Fabio Capello
- Allenatore in seconda: Italo Galbiati
- Collaboratore tecnico: Ezio Sella
- Preparatori atletici: Massimo Neri, Vito Scala
- Preparatore dei portieri: Roberto Negrisolo

Area sanitaria
- Medico sociale: Mario Brozzi
- Massaggiatori: Giorgio Rossi, Silvio Musa, Carlo Zazza

## Rosa
Di seguito la rosa comunicata in Lega Calcio.
| N. |                        | Ruolo | Calciatore                 |
| -- | ---------------------- | ----- | -------------------------- |
| 1  | Italia (bandiera)      | P     | Francesco Antonioli        |
| 2  | Brasile (bandiera)     | D     | Cafu                       |
| 3  | Brasile (bandiera)     | D     | Antônio Carlos Zago        |
| 4  | Italia (bandiera)      | C     | Cristiano Zanetti          |
| 5  | Brasile (bandiera)     | C     | Marcos Assunção            |
| 6  | Brasile (bandiera)     | D     | Aldair (vicecapitano)      |
| 7  | Italia (bandiera)      | C     | Eusebio Di Francesco       |
| 8  | Giappone (bandiera)    | C     | Hidetoshi Nakata           |
| 9  | Italia (bandiera)      | A     | Vincenzo Montella          |
| 10 | Italia (bandiera)      | A     | Francesco Totti (capitano) |
| 11 | Brasile (bandiera)     | C     | Emerson                    |
| 12 | Italia (bandiera)      | P     | Marco Amelia               |
| 13 | Italia (bandiera)      | D     | Maurizio Lanzaro           |
| 13 | Italia (bandiera)      | C     | Massimo Bonanni            |
| 14 | Bielorussia (bandiera) | D     | Sjarhej Hurėnka            |
| 15 | Francia (bandiera)     | D     | Jonathan Zebina            |
| 16 | Italia (bandiera)      | C     | Gaetano D'Agostino         |
| 17 | Italia (bandiera)      | C     | Damiano Tommasi            |
| 18 | Argentina (bandiera)   | A     | Gabriel Batistuta          |

| N. |                       | Ruolo | Calciatore           |
| -- | --------------------- | ----- | -------------------- |
| 19 | Argentina (bandiera)  | D     | Walter Samuel        |
| 20 | Italia (bandiera)     | A     | Paolo Poggi          |
| 20 | Italia (bandiera)     | D     | Damiano Ferronetti   |
| 21 | Argentina (bandiera)  | A     | Abel Balbo           |
| 22 | Italia (bandiera)     | P     | Cristiano Lupatelli  |
| 23 | Italia (bandiera)     | D     | Alessandro Rinaldi   |
| 24 | Italia (bandiera)     | A     | Marco Delvecchio     |
| 25 | Uruguay (bandiera)    | C     | Gianni Guigou        |
| 26 | Portogallo (bandiera) | C     | Ednilson             |
| 26 | Italia (bandiera)     | C     | Daniele De Rossi     |
| 27 | Italia (bandiera)     | D     | Alessandro Zamperini |
| 28 | Italia (bandiera)     | D     | Amedeo Mangone       |
| 29 | Italia (bandiera)     | C     | Alessandro Tulli     |
| 30 | Italia (bandiera)     | D     | Cesare Bovo          |
| 31 | Italia (bandiera)     | A     | Daniele Martinetti   |
| 32 | Francia (bandiera)    | D     | Vincent Candela      |
| 33 | Italia (bandiera)     | P     | Giuseppe Di Masi     |
| 33 | Italia (bandiera)     | P     | Carlo Zotti          |
|    | Italia (bandiera)     | C     | Daniele De Vezze     |

## Calciomercato
Di seguito il calciomercato.

### Sessione estiva
| Acquisti | Acquisti          | Acquisti         | Acquisti              |
| R.       | Nome              | da               | Modalità              |
| -------- | ----------------- | ---------------- | --------------------- |
| D        | Walter Samuel     | Boca Juniors     | definitivo (34 mld £) |
| D        | Jonathan Zebina   | Cagliari         | definitivo            |
| C        | Daniele De Vezze  | Savoia           | fine prestito         |
| C        | Dmitrij Aleničev  | Perugia          | fine prestito         |
| C        | Gianni Guigou     | Nacional         | definitivo (6 mld £)  |
| C        | Emerson           | Bayer Leverkusen | definitivo (22 mln $) |
| A        | Gabriel Batistuta | Fiorentina       | definitivo (70 mld £) |
| A        | Abel Balbo        | Parma            | definitivo            |
| A        | Gustavo Bartelt   | Aston Villa      | fine prestito         |

| Cessioni | Cessioni          | Cessioni       | Cessioni   |
| R.       | Nome              | a              | Modalità   |
| -------- | ----------------- | -------------- | ---------- |
| P        | Andrea Campagnolo | Genoa          | definitivo |
| D        | Fabio Petruzzi    | Brescia        | definitivo |
| C        | Manuele Blasi     | Perugia        | prestito   |
| C        | Ivan Tomić        | Alavés         | prestito   |
| C        | Dmitrij Aleničev  | Porto          | definitivo |
| C        | Daniele De Vezze  | Palermo        | prestito   |
| A        | Fábio Júnior      | Cruzeiro       | prestito   |
| A        | Manuel Turchi     | Lanciano       | ?          |
| A        | Gustavo Bartelt   | Rayo Vallecano | prestito   |

### Sessione invernale
| Acquisti | Acquisti         | Acquisti | Acquisti      |
| R.       | Nome             | da       | Modalità      |
| -------- | ---------------- | -------- | ------------- |
| D        | Daniele De Vezze | Palermo  | fine prestito |

| Cessioni | Cessioni             | Cessioni       | Cessioni       |
| R.       | Nome                 | da             | Modalità       |
| -------- | -------------------- | -------------- | -------------- |
| D        | Maurizio Lanzaro     | Verona         | prestito       |
| D        | Alessandro Zamperini | West Ham Utd   | parametro zero |
| D        | Sjarhej Hurėnka      | Real Saragozza | prestito       |
| C        | Ednilson             | Benfica        | definitivo     |
| A        | Paolo Poggi          | Bari           | prestito       |

## Risultati

### Serie A

#### Girone di andata
| Arbitro: | Farina (Novi Ligure) |

|                                   |           |  |
| Totti 45+2’ Castellini 62’ (aut.) | Marcatori |  |

| Arbitro: | Bolognino (Milano) |

|  |           |                                                   |
|  | Marcatori | 41’, 80’ Batistuta 47’ Tommasi 90+1’ (rig.) Totti |

| Arbitro: | Treossi (Forlì) |

|                                      |           |            |
| Totti 39’ Montella 79’ Batistuta 86’ | Marcatori | 85’ Kallon |

| Arbitro: | Messina (Bergamo) |

|                      |           |  |
| Şükür 19’ Recoba 68’ | Marcatori |  |

| Arbitro: | Racalbuto (Gallarate) |

|                              |           |                                       |
| Bisoli 22’ Hübner 45’ (rig.) | Marcatori | 13’ Candela 60’, 78’, 90+1’ Batistuta |

| Arbitro: | Collina (Viareggio) |

|                               |           |             |
| Totti 30’ (rig.) Montella 71’ | Marcatori | 55’ Bogdani |

| Arbitro: | Treossi (Forlì) |

|                |           |                                          |
| Oddo 4’ (rig.) | Marcatori | 38’ Candela 45’ Totti 58’, 90’ Batistuta |

| Arbitro: | Cesari (Genova) |

|               |           |  |
| Batistuta 83’ | Marcatori |  |

| Perugia 3 dicembre 2000, ore 15:00 CET 9ª giornata | Perugia             | 0 – 0 referto | Roma | Stadio Renato Curi\| Arbitro: \| Borriello (Mantova) \| |
| Arbitro:                                           | Borriello (Mantova) |               |      |                                                         |

| Arbitro: | Nucini (Bergamo) |

|                         |           |           |
| Batistuta 20’ Totti 34’ | Marcatori | 44’ Muzzi |

| Arbitro: | Cesari (Genova) |

|  |           |                  |
|  | Marcatori | 70’ (aut.) Negro |

| Roma 22 dicembre 2000, ore 20:30 CET 12ª giornata | Roma                | 0 – 0 referto | Juventus | Stadio Olimpico\| Arbitro: \| Borriello (Mantova) \| |
| Arbitro:                                          | Borriello (Mantova) |               |          |                                                      |

| Arbitro: | Rosetti (Torino) |

|  |           |                           |
|  | Marcatori | 1’ Delvecchio 41’ Tommasi |

| Arbitro: | Bolognino (Milano) |

|                  |           |                |
| Totti 76’ (rig.) | Marcatori | 69’ Mazzarelli |

| Arbitro: | Rosetti (Torino) |

|                               |           |                       |
| Leonardo 3’ Ševčenko 22’, 44’ | Marcatori | 40’, 86’ (rig.) Totti |

| Arbitro: | Trentalange (Torino) |

|                                        |           |  |
| Delvecchio 18’ Totti 40’ Batistuta 84’ | Marcatori |  |

| Arbitro: | Farina (Novi Ligure) |

|             |           |                    |
| Di Vaio 36’ | Marcatori | 74’, 83’ Batistuta |

#### Girone di ritorno
| Arbitro: | Racalbuto (Gallarate) |

|              |           |                                  |
| Brioschi 51’ | Marcatori | 11’ (rig.) Batistuta 35’ Emerson |

| Arbitro: | Messina (Bergamo) |

|            |           |  |
| Samuel 68’ | Marcatori |  |

| Arbitro: | Cesari (Genova) |

|  |           |                          |
|  | Marcatori | 80’ Montella 84’ Emerson |

| Arbitro: | Collina (Viareggio) |

|                                |           |                    |
| Assunção 11’ Montella 28’, 86’ | Marcatori | 9’, 45+1’ C. Vieri |

| Arbitro: | Bolognino (Milano) |

|                                |           |            |
| Assunção 21’ Montella 69’, 89’ | Marcatori | 30’ Yllana |

| Reggio Calabria 18 marzo 2001, ore 20:30 CET 23ª giornata | Reggina              | 0 – 0 referto | Roma | Stadio Oreste Granillo\| Arbitro: \| Trentalange (Torino) \| |
| Arbitro:                                                  | Trentalange (Torino) |               |      |                                                              |

| Arbitro: | Braschi (Prato) |

|                                                |           |                |
| Apolloni 55’ (aut.) Batistuta 60’ Montella 71’ | Marcatori | 27’ Camoranesi |

| Arbitro: | Farina (Novi Ligure) |

|                                    |           |             |
| Chiesa 12’, 82’ Candela 57’ (aut.) | Marcatori | 30’ Emerson |

| Arbitro: | Bolognino (Milano) |

|                                   |           |                         |
| Totti 53’ Gio. Tedesco 90’ (aut.) | Marcatori | 44’ Baiocco 78’ Saudati |

| Arbitro: | Farina (Novi Ligure) |

|          |           |                                       |
| Sosa 78’ | Marcatori | 39’ Montella 45+1’ Tommasi 67’ Nakata |

| Arbitro: | Braschi (Prato) |

|                              |           |                            |
| Batistuta 48’ Delvecchio 54’ | Marcatori | 78’ Nedvěd 90+5’ Castromán |

| Arbitro: | Braschi (Prato) |

|                        |           |                           |
| Del Piero 4’ Zidane 6’ | Marcatori | 79’ Nakata 90+1’ Montella |

| Arbitro: | Treossi (Forlì) |

|              |           |  |
| Montella 63’ | Marcatori |  |

| Arbitro: | Farina (Novi Ligure) |

|             |           |                                         |
| Spinesi 90’ | Marcatori | 29’ Candela 43’, 88’ Batistuta 70’ Cafu |

| Arbitro: | Cesari (Genova) |

|              |           |            |
| Montella 64’ | Marcatori | 45+1’ Coco |

| Arbitro: | Treossi (Forlì) |

|                         |           |                         |
| Amoruso 37’ Pecchia 81’ | Marcatori | 42’ Batistuta 52’ Totti |

| Arbitro: | Braschi (Prato) |

|                                      |           |             |
| Totti 19’ Montella 39’ Batistuta 78’ | Marcatori | 82’ Di Vaio |

### Coppa Italia

#### Fase finale
| Arbitro: | Pellegrino (Barcellona P.G.) |

|              |           |             |
| Montella 24’ | Marcatori | 49’ Bellini |

| Arbitro: | Collina (Viareggio) |

|                                        |           |                                 |
| Ganz 9’, 56’ Bellini 63’ Pinardi 90+3’ | Marcatori | 20’ Montella 90+1’ (rig.) Totti |

### Coppa UEFA

#### Turni preliminari
| Arbitro: | Zotta |

|            |           |                                     |
| Zlogar 28’ | Marcatori | 17’, 19’, 49’ Delvecchio 42’ Samuel |

| Arbitro: | Stark |

|                                                                         |           |  |
| Samuel 8’ Montella 10’, 19’ Delvecchio 22’ Totti 41’, 48’ Batistuta 60’ | Marcatori |  |

| Arbitro: | De Bleeckere |

|  |           |              |
|  | Marcatori | 73’ Montella |

| Arbitro: | Poulat |

|           |           |          |
| Nakata 8’ | Marcatori | 54’ Duda |

#### Fase finale
| Arbitro: | Hamer |

|            |           |  |
| Guigou 33’ | Marcatori |  |

| Arbitro: | Wegereef |

|  |           |                                      |
|  | Marcatori | 28’ Aldair 59’ Delvecchio 60’ Samuel |

| Arbitro: | Merk |

|  |           |               |
|  | Marcatori | 46’, 71’ Owen |

| Arbitro: | García-Aranda |

|  |           |            |
|  | Marcatori | 70’ Guigou |

## Statistiche

### Statistiche di squadra
Di seguito le statistiche di squadra.
| Competizione | Punti | In casa | In casa | In casa | In casa | In casa | In casa | In trasferta | In trasferta | In trasferta | In trasferta | In trasferta | In trasferta | Totale | Totale | Totale | Totale | Totale | Totale | DR  |
| Competizione | Punti | G       | V       | N       | P       | Gf      | Gs      | G            | V            | N            | P            | Gf           | Gs           | G      | V      | N      | P      | Gf     | Gs     | DR  |
| ------------ | ----- | ------- | ------- | ------- | ------- | ------- | ------- | ------------ | ------------ | ------------ | ------------ | ------------ | ------------ | ------ | ------ | ------ | ------ | ------ | ------ | --- |
| Serie A      | 75    | 17      | 12      | 5       | 0       | 33      | 14      | 17           | 10           | 4            | 3            | 35           | 19           | 34     | 22     | 9      | 3      | 68     | 33     | +35 |
| Coppa Italia | -     | 1       | 0       | 1       | 0       | 1       | 1       | 1            | 0            | 0            | 1            | 2            | 4            | 2      | 0      | 1      | 1      | 3      | 5      | -2  |
| Coppa UEFA   | -     | 4       | 2       | 1       | 1       | 9       | 3       | 4            | 4            | 0            | 0            | 9            | 1            | 8      | 6      | 1      | 1      | 18     | 4      | +14 |
| Totale       | -     | 22      | 14      | 7       | 1       | 43      | 18      | 22           | 14           | 4            | 4            | 46           | 24           | 44     | 28     | 11     | 5      | 89     | 42     | +47 |

### Andamento in campionato
| Giornata  | 1 | 2 | 3 | 4 | 5 | 6 | 7 | 8 | 9 | 10 | 11 | 12 | 13 | 14 | 15 | 16 | 17 | 18 | 19 | 20 | 21 | 22 | 23 | 24 | 25 | 26 | 27 | 28 | 29 | 30 | 31 | 32 | 33 | 34 |
| --------- | - | - | - | - | - | - | - | - | - | -- | -- | -- | -- | -- | -- | -- | -- | -- | -- | -- | -- | -- | -- | -- | -- | -- | -- | -- | -- | -- | -- | -- | -- | -- |
| Luogo     | C | T | C | T | T | C | T | C | T | C  | T  | C  | T  | C  | T  | C  | T  | T  | C  | T  | C  | C  | T  | C  | T  | C  | T  | C  | T  | C  | T  | C  | T  | C  |
| Risultato | V | V | V | P | V | V | V | V | N | V  | V  | N  | V  | N  | P  | V  | V  | V  | V  | V  | V  | V  | N  | V  | P  | N  | V  | N  | N  | V  | V  | N  | N  | V  |
| Posizione | 1 | 1 | 1 | 3 | 2 | 1 | 1 | 1 | 1 | 1  | 1  | 1  | 1  | 1  | 1  | 1  | 1  | 1  | 1  | 1  | 1  | 1  | 1  | 1  | 1  | 1  | 1  | 1  | 1  | 1  | 1  | 1  | 1  | 1  |

Legenda:

Luogo: C = Casa; T = Trasferta. Risultato: V = Vittoria; N = Pareggio; P = Sconfitta.

### Statistiche dei giocatori
| Giocatore       | Serie A  | Serie A | Serie A     | Serie A    | Coppa Italia | Coppa Italia | Coppa Italia | Coppa Italia | Coppa UEFA | Coppa UEFA | Coppa UEFA  | Coppa UEFA | Totale   | Totale | Totale      | Totale     |
| Giocatore       | Presenze | Reti    | Ammonizioni | Espulsioni | Presenze     | Reti         | Ammonizioni  | Espulsioni   | Presenze   | Reti       | Ammonizioni | Espulsioni | Presenze | Reti   | Ammonizioni | Espulsioni |
| --------------- | -------- | ------- | ----------- | ---------- | ------------ | ------------ | ------------ | ------------ | ---------- | ---------- | ----------- | ---------- | -------- | ------ | ----------- | ---------- |
| Aldair          | 15       | -       | 1           | -          | 1            | -            | -            | -            | 3          | 1          | -           | -          | 19       | 1      | 1           | -          |
| F. Antonioli    | 26       | -       | 1           | -          | 2            | -            | -            | -            | 6          | -          | -           | -          | 34       | -      | 1           | -          |
| M. Assunção     | 12       | 2       | 2           | 1          | 2            | -            | -            | -            | 4          | -          | -           | -          | 18       | 2      | 2           | 1          |
| A. Balbo        | 2        | -       | -           | -          | 2            | -            | -            | -            | 3          | -          | -           | -          | 7        | -      | -           | -          |
| G. Batistuta    | 28       | 20      | 3           | -          | -            | -            | -            | -            | 3          | 1          | -           | -          | 31       | 21     | 3           | -          |
| Cafu            | 31       | 1       | 7           | -          | 2            | -            | -            | -            | 7          | -          | -           | -          | 40       | 1      | 7           | -          |
| V. Candela      | 33       | 3       | 2           | 1          | 2            | -            | -            | -            | 4          | -          | -           | -          | 39       | 3      | 2           | 1          |
| G. D'Agostino   | 1        | -       | -           | -          | 1            | -            | -            | -            | 3          | -          | -           | -          | 5        | -      | -           | -          |
| D. De Rossi     | -        | -       | -           | -          | -            | -            | -            | -            | -          | -          | -           | -          | -        | -      | -           | -          |
| M. Delvecchio   | 31       | 3       | 3           | -          | 2            | -            | -            | -            | 8          | 6          | -           | -          | 41       | 9      | 3           | -          |
| E. Di Francesco | 5        | -       | -           | -          | -            | -            | -            | -            | 1          | -          | -           | -          | 6        | -      | -           | -          |
| Emerson         | 13       | 3       | 2           | -          | -            | -            | -            | -            | 1          | -          | -           | -          | 14       | 3      | 2           | -          |
| G. Guigou       | 15       | -       | -           | -          | 2            | -            | -            | -            | 8          | 2          | -           | -          | 25       | 2      | -           | -          |
| C. Lupatelli    | 8        | -       | -           | -          | -            | -            | -            | -            | 2          | -          | -           | -          | 10       | -      | -           | -          |
| A. Mangone      | 11       | -       | 3           | -          | 2            | -            | -            | -            | 5          | -          | -           | -          | 18       | -      | 3           | -          |
| V. Montella     | 28       | 13      | 3           | -          | 2            | 2            | -            | -            | 8          | 3          | -           | -          | 38       | 18     | 3           | -          |
| H. Nakata       | 15       | 2       | -           | -          | -            | -            | -            | -            | 7          | 1          | -           | -          | 22       | 3      | -           | -          |
| A. Rinaldi      | 9        | -       | -           | -          | 1            | -            | -            | -            | 4          | -          | -           | -          | 14       | -      | -           | -          |
| W. Samuel       | 31       | 1       | 10          | -          | 2            | -            | -            | -            | 8          | 3          | -           | -          | 41       | 4      | 10          | -          |
| D. Tommasi      | 34       | 3       | 2           | -          | 1            | -            | -            | -            | 8          | -          | -           | -          | 43       | 3      | 2           | -          |
| F. Totti        | 30       | 13      | 5           | -          | 2            | 1            | -            | -            | 4          | 2          | -           | -          | 36       | 16     | 5           | -          |
| A.C. Zago       | 28       | -       | 5           | -          | 1            | -            | -            | -            | 4          | -          | -           | -          | 33       | -      | 5           | -          |
| C. Zanetti      | 27       | -       | 8           | 1          | -            | -            | -            | -            | 1          | -          | -           | -          | 28       | -      | 8           | 1          |
| J. Zebina       | 22       | -       | 7           | -          | -            | -            | -            | -            | 4          | -          | -           | -          | 26       | -      | 7           | -          |

## Giovanili

### Piazzamenti
- Primavera:
  - Campionato: ottavi di finale[34]
  - Coppa Italia: ?